# 펑위샹
펑위샹(馮玉祥(중국어: 馮玉祥), 1882년 11월 6일~1948년 9월 1일)은 국민정부 본토 대륙 통치기 중화민국 시대의 군인 겸 정치인이며, 아명(兒名)은 펑지산(馮基善)이고, 자(字)는 환장(焕章)이다. 국민정부 대륙 중화민국 본토 국민당정 통치 시대의 군정부부장을 지냈다.
또한 펑위샹 장군은 안후이 군벌 출신이자, 개신교(감리회)의 신자이기도 했다.

## 생애
중국 청나라 안후이 성 허페이 부 쑤후 현에서 출생하여 지난날 한때 청나라 안후이 성 허페이 지역의 친할아버지 사시던 동네를 거쳐 더 나아가 청나라 즈리 성 바오딩에서 잠시 유아기를 보낸 적이 있는 펑은 1896년에 《바오딩 무비학당》을 나오면서, 본격 군관 생활을 시작했고 1906년에 준장으로 진급하였는데, 이미 군관으로 임관되기 4년 전이었던 1892년 류더전(劉德貞)과 첫 결혼하였다가 1923년에 사별 후, 1925년에 리더취안(李德全)과 재혼하였다. 초기에 군벌이 되어 자신의 부대를 이끌며 1924년에 국민군으로 부대를 개편한 뒤 만주의 군벌 장쭤린(張作霖)과 내전을 벌이다가 패배했다. 이 와중에 영화 《마지막 황제》에서도 언급되는 실제 장면인 청 황실을 자금성에서 퇴출시키는 장면도 실제 사건으로, 펑위샹의 국민군 부대가 주도한 일이었다.
이후 그는 1927년 4월 18일부터 1927년 6월 18일까지 허펑린 군정부 군정총장 체제의 육해공군대원수 겸 군정부 군정차장보를 잠시나마 지냈으며, 이후로는 오히려 중앙 권력 분야 내부에서도 평생 야인 신세를 지냈지만 장제스(蔣介石)에게 협력을 하면서 군사 세력을 키워 1928년에 산시성 군벌 옌시산(閻錫山)과 함께 북경을 점령했으나 1929년에 국민당에 대한 독립 선언으로써 1930년 중원 대전에서 패배해 추방되었다. 그 후에도 1937년 중일 전쟁 때 참전했으나 지지를 얻지 못하고 1938년에 전역했으며, 1941년 국민당을 마지막 탈당 선언 후 1947년에 미국으로 건너갔다.
1948년 9월 1일, 중국 공산당의 초청으로 중국인민정치협상회의 제1차전체회의에 참석하기 위하여 소련 선박을 타고 귀국하던 중 흑해 연안의 오데사 인근에서 발생한 선박 화재로 인하여 딸(막내딸 펑샤오다)과 함께 사망했다. 타살이라는 주장도 있으나 이를 부정하는 견해도 있다. 중국 공산당에서는 "선한 군벌"로 인정하여 1953년 태산에 매장하였다.

## 같이 보기
- 장쭤린
- 장제스